# Kazuya Yamamura
Kazuya Yamamura (Nagasaki, 2. prosinca 1989.) japanski je nogometaš.

## Klupska karijera
Igrao je za Kashima Antlers i Cerezo Osaka.

## Reprezentativna karijera
Za japansku reprezentaciju igrao je 2010. godine. Odigrao je 1 utakmicu.
S U-23 japanskom reprezentacijom Kazuya Yamamura igrao je na Olimpijskim igrama 2012.

## Statistika
| Japan  | Japan | Japan |
| Godina | Nast. | Gol.  |
| ------ | ----- | ----- |
| 2010.  | 1     | 0     |
| Ukupno | 1     | 0     |

## Vanjske poveznice
- National Football Teams
- Japan National Football Team Database